# NGC 7646
NGC 7646 (również IC 5318 lub PGC 71338) – galaktyka spiralna (Sc), znajdująca się w gwiazdozbiorze Wodnika. Odkrył ją w 1886 Frank Muller.